# Вишня Полянка
Вишня Полянка (словац. Vyšná Polianka) — село в Словаччині, Бардіївському окрузі Пряшівського краю. Розташоване в північно-східній частині Словаччини, у північній частині Низьких Бескидів, у долині Ондави, при кордоні з Польщею.
Вперше згадується у 1572 році.
В селі є дерев'яна греко-католицька церква 1919 року побудови та православна церква.

## Населення
| Рік:            | 1993 | 2003     | 2013     | 2023    |
| --------------- | ---- | -------- | -------- | ------- |
| Кількість осіб: | 147  | 132      | 109      | 109     |
| Різниця:        |      | -10,20 % | -17,42 % | -1,42 % |

| Рік:            | 2022 | 2023    |
| --------------- | ---- | ------- |
| Кількість осіб: | 114  | 109     |
| Різниця:        |      | -4,38 % |

В селі проживає 111 осіб.
Національний склад населення (за даними останнього перепису населення — 2001 року):
- словаки — 53,23 %
- русини — 36,29 %
- українці — 9,68 %

Склад населення за приналежністю до релігії станом на 2001 рік:
- православні — 64,52 %,
- греко-католики — 29,03 %,
- римо-католики — 5,65 %,
- протестанти — 0,81 %,

## Персоналії
- Андрей Серафін - архітектор, працює в Stephan Braunfels Architekten у Берліні
- Павол Олеярнік - перекладач німецької, італійської та української мов, а також перекладач програмного забезпечення з відкритим кодом і робочого середовища LXQt на словацьку мову
- Роман Олеярник - юрист